# مسجد ثقةالاسلام
مسجد ثقةالاسلام مربوط به دوره قاجار است و در تبریز، انتهای خیابان دارایی، جنب صاحب‌الامر، مسجد ثقةالاسلام واقع شده و این اثر در تاریخ ۲۳ شهریور ۱۳۸۲ با شمارهٔ ثبت ۱۰۰۵۹ به‌عنوان یکی از آثار ملی ایران به ثبت رسیده است.